# کشیشتف زالسکی
کشیشتف زالسکی (لهستانی: Krzysztof Zaleski؛ ‏ تلفظ لهستانی: [ˈkʂɨʂtɔf]؛ ‏ ۳ سپتامبر ۱۹۴۸ – ۲۰ اکتبر ۲۰۰۸) بازیگر و کارگردان نمایش اهل لهستان بود.
از فیلم‌هایی که وی در آن‌ها نقش داشته است، می‌توان به قمار فوتبال، مادر پادشاهان، ورشو، سال ۵۷۰۳،رانندگان جایگزین، دریاچه کنستانس، زندگی برای زندگی: ماکسیمیلیان کلبه، بخت کور، زنی تنها، شکنجه، تب و مرد آهنین اشاره نمود.